# Агура Мазда

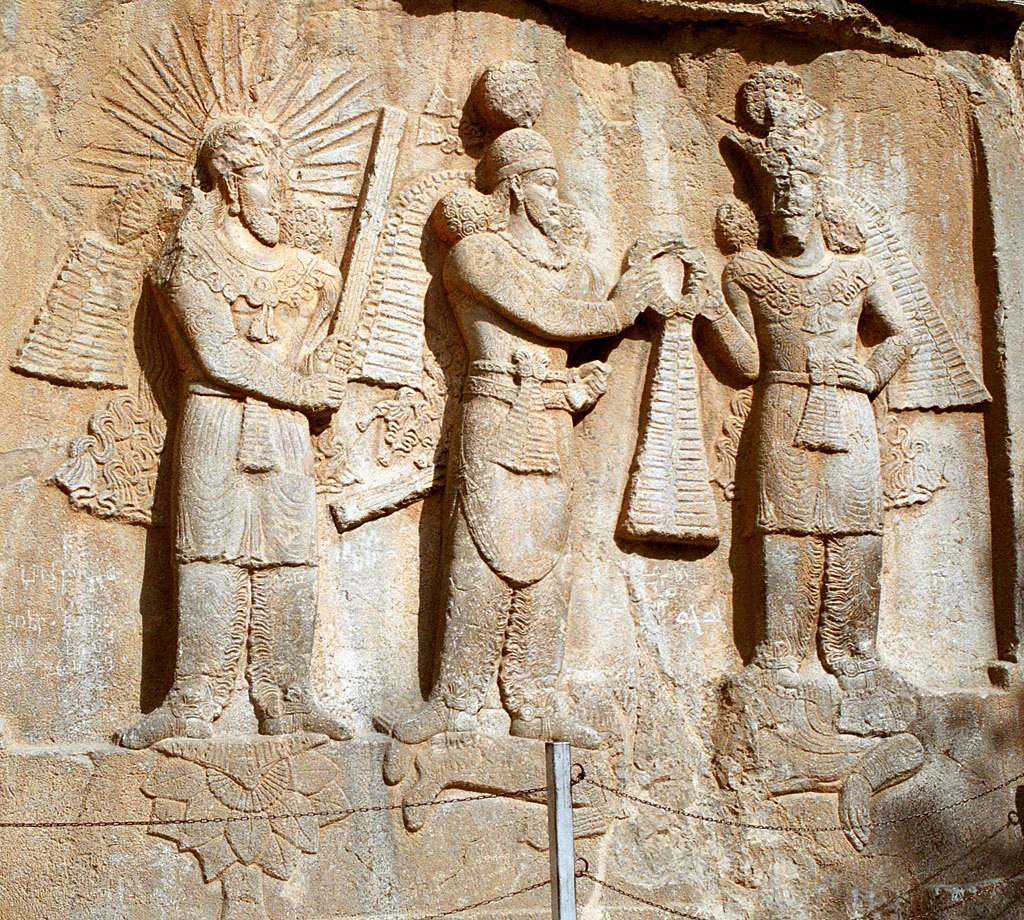
Барельєф із зображенням Мітри, сасанідського царя Шапура II і Агура Мазди

Агура Мазда (авест. ahura.mazdāh, давньоперс. Ahuramazdā-, грец. Ὠρομάζης) — головне божество зороастрійського пантеону. Гати повністю присвячені йому, бо вони прославляють його понад усіх інших духовних істот. Він вічний і нестворений, творець усього і хранитель космічної гармонії. Він цілком добрий, а все зло приписується його опоненту, Анхра-Майнью. Хоча дві частини його імені є гнучкими в давньоавестійських текстах, його ім'я закріпилося в молодшій Авесті. Воно зустрічається як окреме ім'я в давньоперських написах, які часто згадують його як творця неба і землі, хранителя істини та захисника царя Ахеменідів.
Агура Мазда є головним об'єктом зороастрійської відданості, адже навіть коли ритуали проводяться на честь інших божеств, він завжди згадується першим, як їхній творець. Однак він не відіграє активної ролі в історії людства, принаймні, згідно з оповіддю, в якій він з'явиться лише наприкінці часів, коли переможе Анхра-Майнью. Як наслідок, його рідко зображують у мистецтві - за значним винятком ранніх сасанідських наскельних рельєфів, де він зображений верхи на коні у сценах інвеститури.
Перша наразі відома згадка Агура Мазди — новоассирійський ритуальний текст, імовірно часів Шаррукіна Пізнього, у якому, окрім безпосередньо богів еламітів, згадано теонім (чи теоніми) невідомі як власне еламітам, так і ассирійціям, а саме: 
| Das-sa-ra Dma-za-áš (Assara Mazaš)[2] |
що хоча й досить впевнено інтерпретується як Агура Мазда, але залишається певною мірою контроверсійною.
Згадки наступного історичного періоду — у написах Ахеменідів (з кінця VI ст. до н. е.) — є беззаперечним підтвердженням поширення культу Агура Мазди всією імперією, та, навіть за факту абсолютної лояльності іранської еліти до будь-яких культів та релігій, домінування зороастризму у Перській імперії. Окремої уваги заслуговує той факт, що у написах Дараявагуша та Хшаярши згадується виключно Агура Мазда, але вже у написах Артахшачі разом з Агура Маздою згадано й інших іранських богів — Мітру та Ардвісуру Анагіту, що свідчить про поступову трансформацію монотеїзму Заратуштри до політеїзму та дуалізму зороастрійської моделі світу наступних часів.

### Етимологія
- авест. ahura- < праір. *ahura- <  праар. *asura-  < пр.і-є. *ansu-, *ṇsu- — Господь, Повелитель, Володар, далі, за часів індоіранської спільноти, — група божеств.

- авест. mazdā- < праір. *mazda-/*mazdā-/*mazdāh- <  праар. *mazdhā- < пр.і-є. *mendh- — мудрий, мудрість.[7][8]

Окремо слід зазначити, що у найдавніших Гатах, авторство яких приписують Заратуштрі, як правило, Агура Мазда згадувався поокремо — або Агура, або Мазда.

## Агура Мазда у Старій Авесті
У найдавнішій частині Авести — Гатах, певна група яких за найпоширенішою наразі думкою належить власне Заратуштрі, є тільки один істинний (не брехня) бог — Господь Мудрий — не бог чогось, не персоніфіковане щось, а абсолютний єдиний бог — абстрактна сутність, з наступними персоніфікованими власними чеснотами — Амеша Спента (авест. aməša.spənta):
- Вогу-Мана (авест. vohu.manah) — Добрий/а Задум/Думка (ширше — помисли, наміри);
- Арта-Вагішта (авест. arta.vahištā) — Правда Найкраща;[9]
- Хшатра-Варья (авест. xšaθra.vairya) — Влада Жадана. Уособлення влади єдиного Господа Мудрого;
- Спента-Армаїті (авест. spənta.ārmaiti) — Святий/ -та Лад/ Злагода (в першу чергу на рівні ментальному — буквальний переклад «святе правильномислення»);
- Гаурватат (авест. haurvatāt) — буквально Цілісність, тобто здоров'я, добробут;
- Амертат (авест. amaratatāt) — Безсмертя.

Власне образ Агура Мазди та вся запропонована Заратуштрою модель світу докорінно змінювала уявлення та сталі міфологічні конструкції тогочасних іранців.

| «Перед усім дивує неймовірна абстрактність гат. Важко повірити, що у ті давні часи, коли вони створювалися, люди досягли такого абстрактного мислення. У жодній з відомих нам св'ященних книг немає таких абстрактних схем та визначень…»[10] |
У 7 строфі 31 Ясни, яку інколи називають «Другою Гатою Вибору», викладено космогонічний міф-доктрина Заратуштри, у якому описано початок створення Агура Маздою Всесвіту, те, що ми згодом побачимо й у семітських релігіях («Нехай буде світло!»):
| І хто задумав вперше: «Най світлом наповняться блага!»[11] Творіння волей Правду й Найкращі Задуми тримає, Твій, Маздо, дух незмінний й розквіт несе, Агуро, завжди. |
Творіння Господа Мудрого не стало досконалим тому, що всьому доброму (правді) протистоїть зло (брехня), яке очолює Анґра Манью (авест. angra.mainyu) — Дух Зла, антипод Агура Мазди, який розвинувся зі спільного індо-іранського Манью — бога/духа нищення, руйнації, гніву, ярості, який відомий і в індійських Ведах, тобто існувавшого ще за часів індо-іранської спільноти.
Щодо походження образу Анґра Манью наразі відомий лише один уривок (30 Ясна) з доволі різними інтерпретаціями:
Строфа 3

| Так ці два духи вперше, як близнюки, зі сновидіння почутими постали думками, словами, діями. В усім один добродій, є інший в усьому злодійним. |
Строфа 4

| Й коли ці духи разом зійшлися спочатку, то дали І життя всім, і смерть всім, і післябуття ще наступне, Що брехунам найгіршим й щирим найкращим задумане. |
Таке неоднозначне формулювання в подальшому започаткувало широке коло інтерпретацій, від маріння/сновидіння Агура Мазди постали обидві сутності-антиподи (власне уособлення всього щирого та доброго Спента Манью та уособлення брехні/зла Анґра Манью), до від маріння/сновидіння споконвічного Зурвана постали як Агура Мазда, так і його антипод Анґра Манью.
Але в Гатах ми не побачимо нічого про боротьбу Агура Мазди та Анґра Манью. Усю так звану географічну частину (Вендідат) побудовано за схемою:
1. створив Господь Мудрий (певну землю/край);
2. наділив Господь Мудрий (цю землю певними благами);
3. спаплюжив Анґра Манью (цю землю певним лихом).

Тобто Анґра Манью не створює, а лише паплюжить створене. Агура Мазда не протидіє Анґра Манью. Останньому протидіять «добрі» сутності та прихильники Агура Мазди зі світу людей (в першу чергу його жерці — атравани). Можна констатувати, що принаймні за часів Заратуштри Агура Мазда та Анґра Манью співвідносились не які рівні антиподи, а радше як Бог та Диявол у авраамічних релігіях.

## Агунаваір'я
Агунаваір'я (Ясна 27, Строфа 13) — головна молитва зороастрійців, їхній символ віри, з великою ймовірністю належить власне Заратуштрі.

| Як Господар найліпший, так й Очильник істиний, щиро даючий Задуми вседійства буття, о Мудрий, владарюючий Господе, нам, злиденним, пастиром даний.[12] |

## Агура Маздау сучасній культурі
Автомобільна марка.
Цікаво, що всесвітньовідома японська автомобільна марка «Мазда» пов'язана з Агура Маздою, що й зазначено на офіційному сайті компанії:

| «Mazda» походить від Агура Мазди, бога гармонії, інтелекту та мудрості найдавнішої цивілізації Західної Азії.[13] |
Окрім того слово Мазда схоже на прізвище засновника компанії — Мацуда, який, до речі, був послідовником синкретичного релігійно-оздоровчого вчення маздазнан. Це вчення створив наприкінці XIX сторіччя Отто Ханіш (Оттоман Зардушт Ханіш) і воно було дуже популярним в США та Німеччині у першій половині XX століття.